# WrestleDream (2024)
WrestleDream (2024) foi um wrestling profissional pay-per-view (PPV) evento produzido pela americana promoção All Elite Wrestling (AEW). Foi o segundo WrestleDream anual e aconteceu em 12 de outubro de 2024, no Tacoma Dome em Tacoma, Washington. Assim como no evento do ano anterior, o show foi realizado em homenagem ao fundador da New Japan Pro-Wrestling (NJPW) Antonio Inoki, que faleceu em 1º de outubro de 2022.
Treze lutas foram disputadas no evento, incluindo quatro no pré-show "Zero Hour"; o pré-show "Zero Hour" também incluiu uma cerimônia em memória de Antonio com seus netos Naoto e Hirota Inoki. No evento principal, Jon Moxley derrotou Bryan Danielson por submissão técnica para ganhar o AEW World Championship, encerrando a carreira de wrestling profissional de Danielson em tempo integral. Em outras lutas de destaque, Konosuke Takeshita derrotou o campeão anterior Will Ospreay e Ricochet em uma luta three-way para vencer o AEW International Championship e na luta de abertura, Jay White derrotou "Hangman" Adam Page. O evento também foi marcado pelos retornos de Adam Cole e MJF.

## Produção

### Introdução

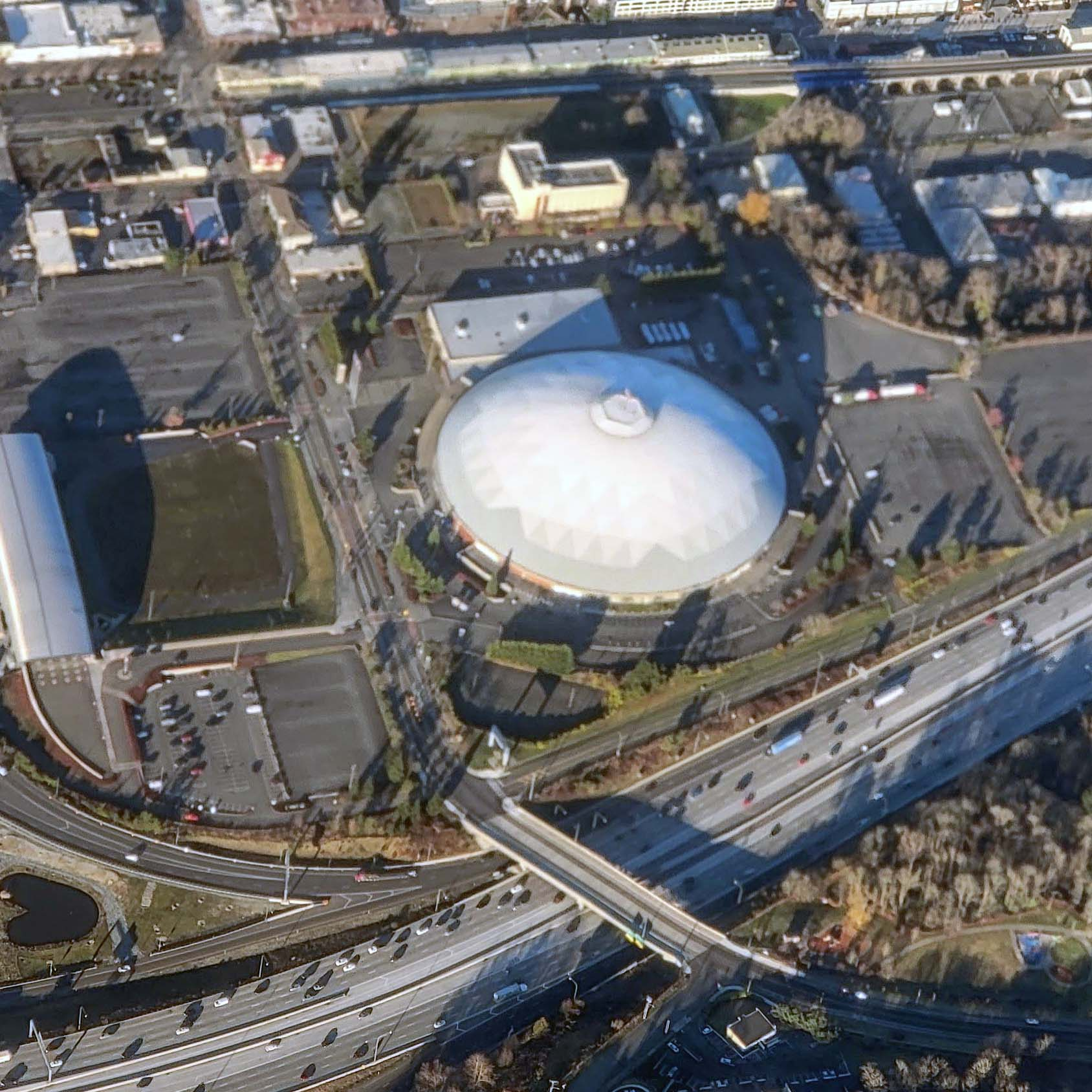
O segundo WrestleDream aconteceu no Tacoma Dome em Tacoma, Washington.

Em 1º de outubro de 2022 (30 de setembro no Zona de Tempo Oriental), Antonio Inoki, o fundador da promoção japonesa wrestling profissional New Japan Pro-Wrestling (NJPW), morreu. Antes de sua morte, a promoção americana All Elite Wrestling (AEW) iniciou uma parceria de trabalho com a NJPW no início de 2021. Isso resultou no evento anual copromovido, AEW x NJPW: Forbidden Door, que foi realizado pela primeira vez em junho de 2022.
O evento inaugural WrestleDream ocorreu em 1º de outubro de 2023 - o aniversário de um ano da morte de Inoki - na Climate Pledge Arena em Seattle, Washington, marcando o primeiro evento da AEW PPV será realizado no estado de Washington. O nome do evento era uma referência a Inoki, que o promotor da AEW Tony Khan chamou de "o maior sonhador do wrestling". Em 11 de abril de 2024, a AEW anunciou que o segundo WrestleDream aconteceria em 12 de outubro de 2024, no Tacoma Dome em Tacoma, Washington, estabelecendo assim o WrestleDream como um evento PPV anual.

### Rivalidades
| Função                  | Nome                                   |
| ----------------------- | -------------------------------------- |
| Comentaristas           | Excalibur (Pre-show and PPV)           |
| Comentaristas           | Tony Schiavone (Pre-show e PPV)        |
| Comentaristas           | Nigel McGuinness (Pre-show e PPV)      |
| Comentaristas           | Jim Ross (last 2 matches)              |
| Comentaristas           | Don Callis (International Title match) |
| Comentaristas espanhóis | Carlos Cabrera                         |
| Comentaristas espanhóis | Alvaro Riojas                          |
| Comentaristas espanhóis | Ariel Levy                             |
| Anunciador de ringue    | Justin Roberts                         |
| Anunciador de ringue    | Arkady Aura                            |
| Árbitros                | Aubrey Edwards                         |
| Árbitros                | Bryce Remsburg                         |
| Árbitros                | Mike Posey                             |
| Árbitros                | Paul Turner                            |
| Árbitros                | Rick Knox                              |
| Árbitros                | Stephon Smith                          |
| Entrevistadora          | Alicia Atout                           |
| Apresentadores pré-show | Renee Paquette                         |
| Apresentadores pré-show | RJ City                                |
| Apresentadores pré-show | Jeff Jarrett                           |
| Apresentadores pré-show | Chuck Taylor                           |
| Apresentadores pré-show | Nyla Rose                              |

WrestleDream apresentou 13 lutas de wrestling profissional, incluindo quatro no pré-show, que envolveram diferentes lutadores de rivalidades preexistentes e enredos de história. As histórias foram produzidas nos programas semanais de televisão da AEW, Dynamite, Rampage e Collision.

#### Conclusão do evento principal
No evento principal, Jon Moxley derrotou Bryan Danielson para vencer o Campeonato Mundial AEW pela quarta vez, estabelecendo um recorde e encerrando a carreira de Danielson em tempo integral. Após a partida, Moxley e Claudio Castagnoli colocaram o AEW World Championship em uma mochila, seguidos por membros do Blackpool Combat Club (BCC) de Moxley (Moxley, Castagnoli, PAC e Shafir) tentando atacar Danielson novamente, mas Wheeler Yuta  e Darby Allin intervieram. No entanto, Yuta traiu Allin e Danielson, atacando os dois, e foi então ordenado por Moxley para sufocar Danielson com um saco plástico. Yuta obedeceu relutantemente, apoiando a BCC no processo. Um grande número de lutadores da AEW veio em auxílio de Danielson, com o BCC escapando para encerrar o show com Yuta os seguindo desanimado. Danielson foi estendido na maca após o ataque com Allin, Daniel Garcia, Orange Cassidy, Adam Cole, Private Party, Jeff Jarrett, e Hook observando com preocupação.

## Resultados
| Nº                                          | Resultados | Estipulações | Tempo |
| ------------------------------------------- | --- | --- | ----- |
| Pré- show                                   | Brian Cage derrotou Atlantis Jr. (c) | Luta individual pelo ROH World Television Championship                                                                                   | 11:00 |
| Pré- show                                   | Anna Jay derrotou Harley Cameron | Luta individual | 8:20  |
| Pré- show                                   | The Acclaimed (Anthony Bowens e Max Caster) (com "Daddy Ass" Billy Gunn) derrotaram MxM Collection (Mansoor e Mason Madden) (com Rico) | Luta de duplas | 11:25 |
| Pré- show                                   | The Conglomeration (Orange Cassidy e Kyle O'Reilly) e The Outrunners (Turbo Floyd and Truth Magnum) (com Rocky Romero) derrotaram The Dark Order (Alex Reynolds e John Silver) e The Premier Athletes (Ariya Daivari e Tony Nese) (com "Smart" Mark Sterling, Josh Woods, e Evil Uno) | Luta de tag team de oito homens | 11:30 |
| 1                                           | Jay White derrotou "Hangman" Adam Page | Luta individual | 16:20 |
| 2                                           | Mariah May (c) derrotou Willow Nightingale | Luta individual pelo AEW Women's World Championship                                                                                      | 10:50 |
| 3                                           | Jack Perry (c) derrotou Katsuyori Shibata | Luta individual pelo AEW TNT Championship                                                                                                | 9:20  |
| 4                                           | Konosuke Takeshita (com Don Callis) derrotou Will Ospreay (c) e Ricochet | Luta Three-way pelo AEW International Championship                                                                                       | 20:45 |
| 5                                           | Hologram derrotou The Beast Mortos 2–1 | Two out of three falls match | 16:40 |
| 6                                           | Darby Allin derrotou Brody King | Luta individual | 12:20 |
| 7                                           | The Young Bucks (Matthew Jackson e Nicholas Jackson) (c) derrotaram Private Party (Zay e Quen) | Luta de duplas pelo AEW World Tag Team Championship                                                                                      | 15:50 |
| 8                                           | Mark Briscoe (c) derrotou Chris Jericho (com Big Bill) | Luta individual pelo ROH World Championship                                                                                              | 15:20 |
| 9                                           | Jon Moxley (com Marina Shafir) derrotou Bryan Danielson (c) | Luta individual pelo AEW World Championship Devido a esta perda, Danielson deve deixar de ser um lutador profissional em tempo integral. | 27:00 |
| (c) – Refere-se aos campeões antes da luta. | | |       |